# Liste ostpreußischer Künstler
In dieser Liste ostpreußischer Künstler sind unter anderem Maler, Bildhauer, Holzschnitzer und Schauspieler aufgeführt, die in Ostpreußen geboren sind oder wesentlich dort gewirkt haben.

## Künstler

### A
- Eduard Anderson
- Fritz Ascher

### B
- Wilfried Baasner
- August Behrendsen
- Erich Behrendt (Maler)
- Jakob Binck
- Eduard Bischoff
- Ernst Bischoff-Culm
- Abraham van den Blocke
- Izaak van den Blocke
- Otto Boris
- Otto Brausewetter
- Heinrich Bromm
- Traugott Buhre, Schauspieler

### C
- Stanislaus Cauer
- Lovis Corinth

### D
- Arthur Degner
- Ludwig Dettmann (Maler, 1865)
- Norbert Dolezich
- Franz Domscheit
- Otto Drengwitz
- Erika Durban-Hofmann

### E
- Gustav Eilers
- Erika Eisenblätter-Laskowski
- Gerhard Eisenblätter[1]
- August Endruschat
- Karl Eulenstein
- Maria Ewel
- Otto Ewel

### F
- Ruth Faltin
- Reinhold Feussner, Jagdmaler
- Frieda Fischer (Malerin)
- Richard Friese
- Georg Fuhg

### G
- Erich Gindler, beerdigt in Nidden

### H
- Adolf Hering
- Johannes Heydeck
- Emil Hundrieser

### J
- Adalbert Jaschinski
- Olof Jernberg

### K
- Eduard Kado
- Hans Kallmeyer
- Ingeborg Kelch-Nolde
- Erich A. Klauck
- Lothar Klimek
- Alexander Kolde
- Käthe Kollwitz
- Paul Koralus
- Ursula Koschinsky
- Karl Friedrich Kunz

### L
- Hilde Leest
- Gertrud Lerbs-Bernecker
- Max Lindh
- Gerhard Löbenberg
- Robert Lutkat
- Arnold Lyongrün

### M
- Walter Mamat
- Georg Matern (Maler)
- Hans Mekelburger
- Ernst Mollenhauer
- Anton Möller

### N
- Emil Neide
- Emil Neumann (Maler)
- Helene Neumann
- Luise Neumann (Malerin)

### O
- Peter Paul Ochs
- Gerhard Olschewski
- Hans Orlowski

### P
- Alfred Partikel
- Rudolph Petrikat
- Waldemar Philippi (Maler)
- Hans Pluquet
- Dimitrij von Prokofieff

### R
- Werner Riemann (Maler)
- Isaak Riga
- Victor Rjabinin

### S
- Edith von Sanden-Guja
- Walter von Sanden-Guja
- Ernst von Saucken
- Carl Scherres
- Otto Schliwinski
- Wilhelm Schmiedeberg
- Hannes Schmucker
- Ludwig Ferdinand Schnorr von Carolsfeld
- Otto Schwarz (Maler, 1852)
- Eva Schwimmer
- Arwed Seitz
- Erwin Shoultz-Carrnoff
- Rudolf Siemering
- Horst Skodlerrak
- Heinz Sprenger (1914–1984), Maler
- Daniel Staschus (1872–1953), Bildhauer
- Carl Steffeck
- Karl Storch der Ältere (1864–1954), Maler
- Emil Stumpp, Grafiker

### T
- Helge Tanck
- Alfred Teichmann (Maler)
- Fred Thieler

### W
- Ingrid Wagner-Andersson
- Hedwig Weiß (Malerin)
- Erika Maria Wiegand
- Michael Willmann
- Edith Wirth-Sukkau[2]
- Hermann Wirth
- Hans Wissel
- Heinrich Wolff (Grafiker)
- Gustav Wunderwald